# Пионерская Роща
Пионе́рская Ро́ща — посёлок сельского типа в Сасовском районе Рязанской области России. Входит в состав Берестянского сельского поселения.

## Географическое положение
Находится в двух километрах к востоку от райцентра Сасово, на правом берегу реки Цны.
Ближайшие населённые пункты:

— город Сасово (микрорайон Авиагородок) примыкает с севера (через железнодорожные пути);

— село Берестянки в 500 м к юго-востоку по асфальтированной дороге.

## Природа
= Климат
Климат умеренно континентальный с умеренно жарким летом (средняя температура июля +19 °С) и относительно холодной зимой (средняя температура января –11 °С). Осадков выпадает около 600 мм в год.
= Рельеф
Высота над уровнем моря 88—105 м.

## Население
| 1981 | 1989 | 2008 | 2009 | 2010 | 2011 | 2012 |
| ---- | ---- | ---- | ---- | ---- | ---- | ---- |
| 230  | ↘153 | →153 | ↗177 | ↗249 | ↘248 | ↗251 |

Возрастной состав
| Год  | Всего | дети до 18 лет | работающие | пенсионеры и инвалиды |
| ---- | ----- | -------------- | ---------- | --------------------- |
| 2008 | 153   | 13             | 61         | 67                    |
| 2009 | 177   | 14             | 77         | 75                    |
| 2010 | 191   | 8              | 90         | 78                    |
| 2011 | 248   | 11             | 119        | 96                    |
| 2012 | 251   | 11             | 125        | 99                    |

Национальный состав
Большинство населения по национальному признаку составляют русские.

## Инфраструктура
Дорожная сеть
Скоростной режим на улицах посёлка не регламентировался дорожными знаками, вплоть до марта 2014 г., когда с двух сторон въезда в населённый пункт были установлены дорожные знаки "Начало населённого пункта" государственного образца (на белом фоне). До этого со стороны Берестянок был только самодельный вариант, обозначающий границу.
Улицы
В посёлке 4 улицы: Военная, Дубовая, Железнодорожная, Пионерская. Все улицы, кроме Пионерской (являющейся участком транзитной автодороги) грунтовые, без покрытия.
Транспорт
В непосредственной близости располагается платформа 383 км.
Инженерная инфраструктура
Водо- и газопровод.
Рекреация
На реке Цне со стороны посёлка организован неофициальный городской пляж.

## Интересные факты
- На некоторых картах посёлок обозначен как Берестянская Роща, а в роли неофициального названия среди населения часто используется топоним «Рыжий Посёлок».
- До строительства современного автомобильного моста через реку Цну (располагающегося в 300 метрах севернее железнодорожного моста), соединяющего Сасово с Авиагородком, связь осуществлялась по деревянному мосту, состоящему из двух проезжих частей, который находился на окраине деревни. В настоящее время остались лишь остатки деревянных опор.